# Обоз
Обоз (праслов. чи східно-прасл. *obozъ < *ob-vozъ, тобто «обвоз»), валка — низка возів (підвід або машин), що перевозять будь-які вантажі.

## Військовий обоз
Військовий обоз — сукупність транспортних засобів для перевезення припасів і устаткування, наданих підрозділу.
Санітарний обоз — відділ військового обозу, що складається з транспортних засобів, призначених для перевезення поранених і хворих.

### У козацькому війську
Найвищий військовий чиновник, який завідує обозом та артилерією, називався обозним. Обозний військовий (пізніше — генеральний обозний) — найвищий командант козацької артилерії, а полковий обозний — командант козацького полкового обозу та артилерії, підпорядкований генеральному обозному.